# Jean N'Guessan (cầu thủ bóng đá)
Jean Frederic Kouadio N'Guessan (sinh ngày 17 tháng 4 năm 2003) là một cầu thủ bóng đá chuyên nghiệp người Bờ Biển Ngà hiện tại đang thi đấu ở vị trí tiền vệ cho câu lạc bộ Al Wasl tại Giải bóng đá chuyên nghiệp Các tiểu vương quốc Ả Rập Thống nhất.

## Sự nghiệp thi đấu

### Câu lạc bộ

#### Cho mượn tại Lausanne-Sport
Năm 2021, N'Guessan được đem cho mượn tại câu lạc bộ Lausanne-Sport ở Giải bóng đá vô địch quốc gia Thụy Sĩ, từ Nice tại Ligue 1. Vào ngày 24 tháng 7 năm 2021, anh ra mắt cho Lausanne-Sport trong trận thua 2-1 trước St. Gallen.

#### Cho mượn tại Nîmes
Vào tháng 7 năm 2022, N'Guessan chuyển tới câu lạc bộ Nîmes tại Ligue 2 theo dạng cho mượn mùa giải 2022–23.

#### Metz
Vào ngày 21 tháng 7 năm 2023, anh ký một bản hợp đồng kéo dài 4 năm với câu lạc bộ Metz tại Ligue 1.

#### Al Wasl
Vào tháng 2 năm 2024, N'Guessan gia nhập câu lạc bộ Al Wasl tại Giải bóng đá chuyên nghiệp Các tiểu vương quốc Ả Rập Thống nhất.

### Quốc tế

#### U-23
N'Guessan được gọi triệu tập lên đội tuyển U-23 Bờ Biển Ngà vào tháng 3 năm 2023. Anh ra mắt quốc tế cho đội tuyển U-23 của đất nước này vào ngày 23 tháng 3 năm 2023, trong trận thắng 3-2 trước Maroc.